# تسوتوچنی (آدیغیه)
تسوتوچنی (به لاتین: Tsvetochny) یک منطقهٔ مسکونی در روسیه است که در آدیغیه واقع شده‌است.